# Ryūhei Yamamoto
Ryūhei Yamamoto (japanisch 山本 龍平 Yamamoto Ryūhei; * 16. Juli 2000 in der Präfektur Mie) ist ein japanischer Fußballspieler.

## Karriere
Yamamoto erlernte das Fußballspielen in der Schulmannschaft der Yokkaichi Chuo Technical High School. Seinen ersten Vertrag unterschrieb er 2019 bei Matsumoto Yamaga FC. Der Verein spielte in der höchsten Liga des Landes, der J1 League. Von September 2019 bis Saisonende wurde er an den Zweitligisten Montedio Yamagata ausgeliehen. 2020 kehrte er zum Zweitligisten Matsumoto Yamaga FC zurück. Die Saison 2021 wurde er an den in der dritten Liga spielenden AC Nagano Parceiro ausgeliehen. Für den Drittligisten aus Nagano stand er 24-mal in der Liga auf dem Spielfeld. Nach der Ausleihe kehrte er Ende Januar 2022 nach Matsumoto zurück.